# Dariusz Chociej
Dariusz Chociej – polski kompozytor i gitarzysta. Wraz z zespołem Daab nagrał płytę III. Wspólnie z Beauty Free wystąpił na koncercie Debiuty podczas Festiwalu Opole 2002.

## Kariera muzyczna
| 1985–1988 | Grupa Jarosława Tioskowa |
| 1989      | Daab                     |
| 1989–1991 | Modern Blues             |
| 1998      | Martyna Jakubowicz       |
| od 2001   | Beauty Free              |